# Helmut Lutz
Pour les articles homonymes, voir Lutz.
Helmut Lutz (né le 28 mars 1941 à Fribourg-en-Brisgau) est un sculpteur allemand.

## Biographie
Lutz étudie de 1958 à 1961 à l'académie des beaux-arts de Karlsruhe auprès de Hans Meyboden et Emil Wachter. En 1971, il s'installe à Vieux-Brisach. De 1978 à 1982, il crée la scène de sculptures Sternenweg avec l'école de Brisach qu'il dirige. L'installation de ses sculptures lui vaut d'être dans des villes européennes et à Jérusalem entre 1982 et sa dernière place à Sarajevo en 2005.
Lutz a conçu plus de 35 églises en Allemagne et dans d'autres pays, souvent avec des concepts globaux conçus par lui, qui comprennent des sculptures existantes et nouvelles, la conception des murs et des éléments architecturaux.

## Œuvres

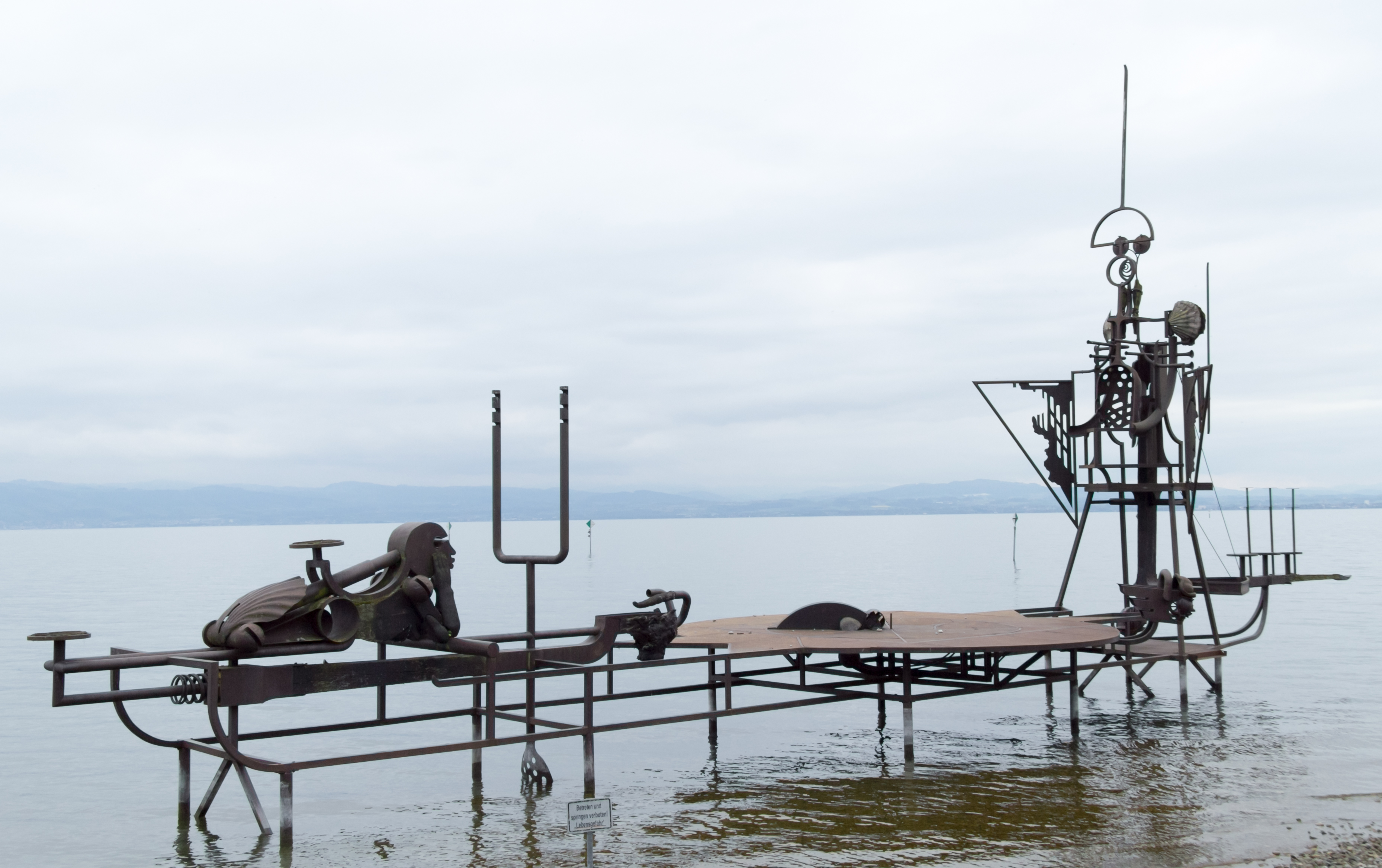
Im Augenblick,1994, Friedrichshafen.

### Églises
- Chapelle Sainte-Marie, mère de l'Europe, Bärenthal-Gnadenweiler, 2007
- Église Saint-Leodegar, Bad Krozingen-Biengen, 1986–1987
- Stephansmünster, Breisach : Couronne d'épines dans la crypte, 1978
- Église Saint-Jacques, Denzlingen
- Saint-Michel, Fribourg-Haslach, 1988–1996
- Église Saint-Barthélémy, Freigericht-Bernbach, 1996
- Église Saint-Laurent, Niederrimsingen : maître-autel et ambon
- Église Saint-Nicolas, Schluchsee
- Église Saint-Gall, Tettnang, 1990–1991
- Église Saints-Simon-et-Jude, Weißenkirchen an der Perschling
- Chapelle Notre-Père de Buchenbach
- Église du doyenné de Telfs